# Konservative Studerende
 Ikke at forveksle med Konservative Studenter.
Konservative Studerende (KS) er en borgerlig studenterorganisation.

## Oprindelse
Oprindeligt opstod Konservative Studerende i Studenterforeningen i København og blev formelt grundlagt i København 16. maj 1903 med navnet "Den Konservative Vælgerforening i Studenterforeningen" som en fraktion med tilknytning til partiet Højre. 
I foråret 1909 stiftedes den som en egentlig forening med navnet "Studenterforeningens Konservative". Med tiden fik denne københavnske organisation navnet "Konservative Studenter".
Den københavnske forening var en vigtig faktor i det københavnske studentermiljø og forsynede Det Konservative Folkeparti med politiske skikkelser som Aage Kidde, John Christmas Møller, Ole Bjørn Kraft, Aksel Møller, Per Stig Møller m.fl. 
4. september 1934 oprettedes på Aarhus Universitet en lignende studenterforening, der efter Københavnsk forbillede fik navnet Konservative Studenter, der gik dog mange år før denne forening opnåede en størrelse, der kunne sammenlignes med den i København og i mangel af et formaliseret samarbejde var det den københavnske forening, der slog tonen an. Den københavnske forening kom senere til at hedde "Konservative Studerende i Hovedstaden", mens den aarhusianske fastholdt betegnelsen Konservative Studenter. I dag bruges betegnelsen Konservative Studenter derfor kun om foreningen ved Aarhus Universitet.

## Konservative Studerendes Landsorganisation
I 1964 gik den københavnske og den aarhusianske KS-forening sammen og stiftede Konservative Studenters Landsorganisation. Foreningen er fuldstændig selvstændig, og således hverken underlagt Det Konservative Folkeparti og til søsterorganisationen Konservativ Ungdom. Senere skiftede Landsforeningen navn til Danmarks Konservative Studerende (DKS) og igen i 2011 skiftede foreningen navn til Konservative Studerendes Landsorganisation (KSL), men til dagligt omtales foreningen blot som Konservative Studerende eller KS. Konservative Studerede er i dag en bred borgerlig studenterorganisation, og da foreningen er den eneste borgerlige studenterorganisation rummer den også andre end parti-konservative. Dens øverste organ er landsrådet, som holder et møde hvert år i oktober måned, og som vælger et forretningsudvalg.
KS engagerer sig også meget i internationalt arbejde og organisationen er medlemmer af Nordisk Konservative Studenter Union (NKSU) og European Democrat Students (EDS).

## Medlemsforeninger
Foreningen har medlemsforeninger på alle de danske universiteter med undtagelse af IT-Universitetet og er således at finde i Aarhus, Odense, Roskilde, København, Aalborg, Lyngby-Taarbæk og på Frederiksberg. 

### Konservative Studerende på Copenhagen Business School
Konservative Studerende er den tværbogerlige studenterforening på Copenhagen Business School. Foreningens internationale navn er CBS Conservative & Liberal Students. Drevet af en ny generation af unge, ambitiøse studerende, der læser på Copenhagen Business School. Uddybende artikel: 

### Konservative Studerende på Københavns Universitet
I 1989 blev hele den Københavnske forening (Konservative Studerende i Hovedstaden) kollektivt ekskluderet af Landsorganisation. I stedet blev Københavns Konservative Studenterforum etableret af Lars William Hansen og Filip Sundram.
Konservative Studerende på Danmarks Tekniske Universitet
Afdelingen på DTU blev stiftet i 2019, med det formål at udbrede konservativ studenterpolitik til Danmarks Tekniske Universitet.

## Ledelsen gennem tiden
Formænd for Konservative Studerende på Copenhagen Business School
| Navn          | Tiltrådt | Afgået    |
| ------------- | -------- | --------- |
| Kasper Jensen | 2020     | 2022      |
| Casper Øhlers | 2022     | 2023      |
| Luna Solhave  | 2023     | Nuværende |

Formænd for Den Konservative Vælgerforening i Studenterforeningen/Studenterforeningens Konservative/Konservative Studenter/Konservative Studerende i Hovedstaden (ukomplet):
- 1903-19?? Otto Jensen
- 1909-19?? Ejnar Hansen
- Aage Kidde
- 19??-ca. 1920 John Christmas Møller
- ca. 1920-1926 Carsten Raft
- 1926-1931 Aksel Møller

...
- 19??-1939 William Schack Nielsen
- 1939-1942 Poul Møller
- 1942-1945 Erik Ninn-Hansen
- 1945 Leif Nellemose
- 1945-19?? Kai Engell Jensen
- 19??-1947 Kristian Mogensen
- 19??-1951 Erik Andersen
- 1951-19?? Ole Stæhr
- ca. 1952 Flemming Hasle
- ca. 1952 Wilhelm Christmas-Møller

...
- .... Viggo Fischer

...
- 1971-1972 Peter La Cour

...
- 1981-1982 Connie Hedegaard
- 1982-1983 Hans Bech
- 1982-1986 Jens Frederik Hansen
- 1986-1988 Peter Kurrild-Klitgaard
- 1988-1989 Søren Agerbo
- 1989- Finn Ziegler

Formænd for Konservative Studerende på Københavns Universitet (ukomplet):
Formænd for Konservative Studerende på Københavns Universitet (ukomplet):
- 1990-1991 Lars William Hansen
- 1991-1993 Filip Sundram

...
- 2002-2004 Kristian Kolind
- 2004-2007 Carina Munck Olsén
- 2007-2008 Lisa Mette Tønder
- 2008-2009 Claus Christiansen
- 2009-2011 Lisa Mette Tønder
- 2011-2014 Andreas Johannes Teckemeier
- 2014-2015 Phillip Giede Bøvig
- 2015-2016 Cathrine Wenzzel
- 2016-2016 Anne Birk Mortensen
- 2016-2017 Sarah Marie Dahl
- 2017-2019 Andreas Vindstrup Fjeldsted
- 2019-2020 Simon Lindkær Andersen
- 2020-2021 Cille Hald Egholm
- 2021-nu Mads Strange Vaarby

Formænd for Studenterforeningens Konservative/Konservative Studenter (Aarhus) (ukomplet):
Formænd for Studenterforeningens Konservative/Konservative Studenter (Aarhus) (ukomplet):
- 1967-1969 Lars P. Gammelgaard

- 1984-1984 John Amund Andersen

- 1993-1994 Søren Flinch Midtgaard
- 20??-2013 Rasmus Pedersen
- 2013-2015 Hans Henrik Juhl
- 2015-2016 Anders Staunsbjerg Brogner
- 2016-2017 Henrik Dahlin
- 2017-2020 Kim Risbjerg Madsen
- 2020-2023 Matias Tidemand Sørensen
- 2023-Nu Max Manøe Bjerregaard

Formænd for den nationale organisation Konservative Studenter / Konservative Studerendes Landsorganisation (fra 1964) (ukomplet)
Formænd for den nationale organisation Konservative Studenter / Konservative Studerendes Landsorganisation (fra 1964) (ukomplet)
- – 1939/1940 Jørgen Hatting
- 1939/1940 (ca.) – ?? Poul Meyer
- Hagen Hagensen
- -1947 Erik Ninn-Hansen
- 1947- Kristian Mogensen

- 1964-1967 Jens Jørgensen
- 1967-1970 Harald Rømer
- 1970-1973 Finn Brogaard

- 1973-1976 Peter Stub Jørgensen
- 1976-1980 ?
- 1980-1982 Christian Mallet

- 1982-1984 Connie Hedegaard
- 1984-1986 Christian Høm

- 1986-1987 Jesper Fabricius
- 1987-1989 Jesper Frank Hansen
- 1989-1992 Steen Michael Asgreen
- 1992-1993 Allan Friis
- 1993-1994 Mads Lebech
- 1994-1995 Søren Flinch Midtgaard
- 1995-1997 Henrik Sørensen
- 1997-1998 Philip Torbøl
- 1998-1999 Bjarke Stilling
- 1999-2000 Dan Christiansen
- 2000-2001 Lasse Bork Schmidt
- 2001-2002 Jonas Wilstrup
- 2002-2004 Christian Hejlesen
- 2004-2005 Martin Christiansen
- 2005-2007 Anne Marie Lei
- 2007-2009 Katrine Hovaldt Larsen
- 2009-2012 Nicolaj Bang
- 2012-2014 Maria Svejdal
- 2014-2015 Andreas Johannes Teckemeier
- 2015-2016 Mikkel Wrang
- 2016-2017 Anne Birk Mortensen
- 2017-2018 Magnus Hermann Haraldsson
- 2018-2020 Kim Risbjerg Madsen
- 2020-2020 Andreas Schou
- 2020-2022 Christian Holst Vigilius
- 2022-2023 Magnus Von Dreiager
- 2023-Nu         Daniel Bekesi